# Districte de Sent Gaudenç
El Districte de Sent Gaudenç (Saint-Gaudens en francès) és un dels tres districtes del departament francès de l'Alta Garona, a la regió d'Occitània. Té 11 cantons i 253 municipis. El cap del districte n'és la sotsprefectura de Sent Gaudenç.

## Cantons
- cantó d'Aspet
- cantó d'Aurinhac
- cantó de Banhèras de Luishon
- cantó de Barbasan
- cantó de Bolonha de Gessa
- cantó de Casèras
- cantó de Le Hosseret
- cantó de L'Illa de Haut
- cantó de Montrejau
- cantó de Sent Biat
- cantó de Sent Gaudenç
- cantó de Sent Martòri
- cantó de Salias de Salat